# 国家公務員
国家公務員（こっかこうむいん）は、公務員のうち、国家機関や行政執行法人などに勤務する者を指す。

## 日本の国家公務員

日本の一般職国家公務員の在職者・離職者数の推移（単位：人）

日本の国家公務員は、公務員のうち、国家機関や行政執行法人に勤務する者を指し、国家公務員法と国家公務員倫理法が適用される。
職による区分
特別職と一般職に分けられ、一般職には国家公務員法が適用される。また、雇用形態として常勤と非常勤に分けられる。
- 一般職・・・一般府省庁に勤務する現業・非現業の職員、行政執行法人の職員など、特別職以外の全ての国家公務員を包含する。

- 特別職・・・国会議員、内閣総理大臣・国務大臣・副大臣・大臣政務官、大使・公使、裁判官・裁判所職員、国会職員、自衛官を含む自衛隊員、行政執行法人役員など、国家公務員法第2条第3項各号に掲げられている職員の職である。

- 公安職・・・皇宮護衛官・公安調査官・海上保安官・入国警備官・刑務官など

なお、人事院には、その職が国家公務員の職に属するか、一般職・特別職のどちらに属するかを決定する権限がある。ただし、内閣の構成員たる内閣総理大臣及び国務大臣等、ならびに憲法上内閣と権力分立関係にある国家機関に雇用される者（裁判官・裁判所職員・国会職員など）をも一般職の国家公務員と決定し、これに対して影響力を行使するまでの権能は有しない。

### 資格
国家公務員法第38条では下記に該当する者は官職に就けない、とする欠格条項がある。
1. 禁錮以上の刑に処せられ、その執行を終るまで又は執行を受けることがなくなるまでの者[注釈 2]
2. 懲戒免職の処分を受け、当該処分の日から2年を経過しない者
3. 人事院の人事官又は事務総長の職にあって、第109条から第112条までに規定する罪を犯し刑に処せられた者
4. 日本国憲法施行の日以後において、日本国憲法又はその下に成立した政府を暴力で破壊することを主張する政党その他の団体を結成し、又はこれに加入した者

成年被後見人又は被保佐人を欠格条項とする規定については、採用時に試験や面接等により適格性を判断し、その後、心身の故障等により職務を行うことが難しい場合においても病気休職、分限などの規定が既に整備されていることから、令和元年6月14日に公布された「成年被後見人等の権利の制限に係る措置の適正化等を図るための関係法律の整備に関する法律」によって削除されることとなった。

### 採用試験
国家公務員試験には14種類（15回）の試験が毎年行われており、主なものとして国家総合職（大卒程度試験）・国家総合職（院卒者試験）（大学卒業段階又は大学院修士課程等修了段階の知識・技術及びその応用能力を必要とする程度。平成23年度まではI種試験、それ以前は国家上級甲職。）、国家一般職（大卒程度試験）（大学卒業程度。平成23年度まではII種試験、それ以前は国家上級乙職、国家中級職）、国家一般職（高卒者試験）（高校卒業程度。平成23年度まではIII種試験、それ以前は国家初級職）がある。（）内の程度とは試験問題のレベルを示すもので、I種、II種及びIII種試験の場合、学歴による受験の制限はなく、受験資格は年齢で定められている。また、I種及びII種試験については飛び級等により通常より若く大学を卒業できる場合などや、II種試験については（短大卒業程度試験であったかつての中級試験を廃止した代償として）短大卒業見込みの者等が受験できるなど、一定の条件を満たせば受験資格に満たない年齢でも受験が認められる。
この試験は、人事院が一括して実施しているが、採用は各省庁が行っており、合格後、一部の試験区分を除き、希望する官庁への官庁訪問を行ったり、採用面接を受ける必要がある。
このほか、防衛省の防衛省専門職員び自衛官等の特別職国家公務員は人事院と別に採用試験を実施する。
なお、国会職員及び裁判所職員の採用試験は、権力分立原則による制約から内閣所轄下にある人事院が関与することは憲法上許されず、衆議院・参議院の各事務局及び法制局並びに最高裁判所がそれぞれ独自に行う。しかし、国会職員においては、人事院の実施する国家総合職試験に最終合格した者からも採用を行っている。

### 国家公務員の任命権者
人をある公務員の職につける行為を任命といい、その任命する権限を持つ者を任命権者という。国家公務員法第55条により、任命権は「内閣、各大臣、会計検査院長及び人事院総裁並びに宮内庁長官及び各外局の長に属する」とされる。ただし、その庁の部内の上級職員に委任することもできる（同条第2項）。任命権者が2人以上存在することはありえないが、国務大臣、高等裁判所長官、特命全権大使などの認証官は、任命権者による任免について天皇が認証する。
- 内閣総理大臣・最高裁判所長官については、天皇が任命権者である（日本国憲法第6条）。
- 最高裁判所判事および下級裁判所（高等裁判所・地方裁判所・家庭裁判所・簡易裁判所）の裁判官については、内閣が任命権者である（日本国憲法第79条第1項、同第80条第1項）。
- 国務大臣については、内閣総理大臣が任命権者である（日本国憲法第68条第1項）。

なお、内閣総理大臣および最高裁判所長官に罷免の概念はなく、後任者が天皇により任命されることによって、当然、失職する。

### 給与・勤務条件
給与や手当、勤務条件の内容は国家公務員法などの法律に定められている。非現業の一般職員は、職務の特殊性から労働基本権を制限され、その代償措置として人事院による給与勧告制度と勤務条件に関する行政措置要求の制度がある。昇給は俸給表による。

### その他
非常勤の国家公務員
- 一般職
  - 国の機関、行政執行法人などの非常勤職員
  - 保護司

- 特別職
  - 国会議員
  - 国務大臣（内閣総理大臣を含む）
  - 防衛省の非常勤職員
  - 即応予備自衛官
  - 予備自衛官
  - 予備自衛官補
  - 国会議員政策担当秘書     など

国家公務員の区分
- 事務官／技官（テクノクラート）
- キャリア (国家公務員)／ノンキャリア

### 国家公務員数
2017年度末予算定員に基づく国家公務員数は58万人で、一般職国家公務員が約28.5万人、特別職国家公務員が約29.9万人である。一般職国家公務員約28.5万人のうち、給与法の適用を受ける職員が約27.5万人、検察官が約0.3万人、行政執行法人職員が0.7万人である。一方、特別職国家公務員のうち約26.9万人が防衛省職員である。

### 日本の国家公務員 関連項目
- 国立大学法人 - 国立大学が法人化された際に教職員は国家公務員ではなく団体職員となっている。
- 公務員庁 - 構想
- 個人番号カード - ICチップの空き領域に国家公務員の身分証明書情報が搭載されることになっている。
- 公務員試験

## 欧米の国家公務員

### 区分と人数

#### フランス
フランスでは2015年12月現在、約240万人の国家公務員がおり、内訳は恒久的官職に任用されている官吏が約154万人、見習い職員や補助職員など非官吏が約38万人、軍人が約30万人、軍需関係者などその他の公務員が約18万人となっている。フランスの人事行政機関は行政公務員総局などである。

#### イギリス
イギリスでは2017年6月現在、約302万人の国家公務員がおり、非現業国家公務員が約42万人、国営医療機関の公務員が約162万人、その他の公務員が約98万人となっている。イギリスの人事行政機関は、内閣府、人事委員会である。

#### 連邦制国家
連邦制国家の場合、連邦政府の公務員、州政府の公務員、市等の公務員に区分され、必ずしも国家公務員と地方公務員のように二分されているわけではない（人事院「諸外国の国家公務員制度の概要」参照）。
アメリカ合衆国の公務員は連邦政府の公務員、州政府の公務員、郡・市等の公務員に区分される。アメリカ合衆国の連邦政府の公務員は2016年9月現在、約275万人の公務員がおり、内訳は行政部門が約269万人、立法部門が約3万人、司法部門が約3万人（以上のほか軍人が約140万人）となっている。行政部門の約269万人の公務員のうち、競争試験で任用される競争職が約146万人、上級管理職俸給表(SES)による公務員が約8,000人、郵政公社職員が約63万人である。アメリカ合衆国の人事行政機関は、人事管理庁、メリットシステム保護委員会、連邦労使関係院、政府倫理庁、特別検察官局である。
また、ドイツでは公務員は連邦政府の公務員、州政府の公務員、市町村等の公務員、社会保険機関の公務員に区分される。ドイツの連邦政府の公務員は2016年6月現在、約32.5万人の公務員がおり、公法上の官吏が約18万人、私法上の雇用契約による公務被用者が約14.5万人（以上のほか軍人が約16万人）となっている。ドイツの人事行政機関は、連邦内務省、連邦人事委員会である。

### 採用
フランスでは職員群（corps）ごとに競争試験が行われそれに基づき採用者が選ばれる。ドイツでは各省庁が欠員状況などに応じて競争試験を実施して採用を決定する。イギリスでは原則、空席（空きポスト）が発生するごとに公募や採用試験が行われ採用者が決定される。（ちなみに、イギリスでは2018年、新聞に公然と情報部員募集（イギリス政府のスパイの募集）の広告を掲載した。）　アメリカでは空席ごとに、採用審査が行われ、公務員だけでなく非公務員などからも広く応募が行われる。

### 昇進
フランスで同一職員群の中で選考が行われる。ドイツでは同一ラウフバーン内での選考で、部長ポストや課長ポストについては空席が発生した時に応募、という形が原則。イギリスでは昇進は、原則、上位ポストに空席が生じた時の応募が原則。アメリカでは上位ポストに空席が生じた時の応募が原則。

### 解雇
アメリカ合衆国では、2009年の1年間だけでもおよそ12,000名が解雇されている。

### 幹部候補生
フランスでは、国立行政学院（ENA）の卒業生が、フランスの国家（政府）の幹部候補生となる、という制度になっており、国立行政学院の卒業生というのは、毎年（すべてあわせても）わずか80～90名程度しかいない。ENAの学生は、在学中からすでに2年間「ENA学生」という特別な枠で、公務員として、地方政府や外国などで勤務し経験を得る。ENA卒業時に、成績順で、表明した希望の職員群が認められる仕組みになっており、フランスの各省庁に配属され、（すぐに）課長補佐級に着任する。
ドイツでは、大学院修士課程相当を修了（卒業）し、18カ月～2年間、「条件付き官吏」として「準備勤務」をした者が幹部候補生となる。
イギリスでは大学の成績上位者の者を対象とし、公開競争試験により1,000名ほどもとりあえず採用し（つまり、非常に広く、緩い入口）、採用後4～5年後に課長補佐級となり、その後は（入口は緩く広い分、その後 激しい）競争となる。
アメリカでは大学院修了者を対象に、オンライン評価と面接評価にもとづいて、毎年400名ほどを「研修員」として採用。採用した省庁にて2年間の研修期間の後に、課長補佐級など官職に就職する者もいる（全員が職につけるわけではない）。その後は競争。ちなみに米国ではホワイトハウスにホワイトハウス実習生というものもあり、これも政府の幹部の候補生の登竜門のひとつである。